# Bob- und Skeleton-Weltmeisterschaften 2021/Viererbob
Der Viererbob-Wettbewerb der Männer bei den Bob- und Skeleton-Weltmeisterschaften 2021 wurde am 13. und 14. Februar in insgesamt vier Läufen ausgetragen. Wie alle Wettbewerbe bei den Weltmeisterschaften wurde er auf dem SachsenEnergie-Eiskanal in Altenberg ausgetragen.
Zum vierten Mal in Folge gewann Francesco Friedrich den Weltmeistertitel im Viererbob. Mit seinen Anschiebern Thorsten Margis, Candy Bauer und Alexander Schüller erzielte er in allen vier Läufen die Bestzeit. Für Bauer war es ebenfalls der vierte Titel in Folge, bisheriger Rekordhalter war André Lange der drei Titel in Folge verzeichnen konnte, mit insgesamt fünf Titel jedoch noch einen mehr besitzt als Friedrich und Bauer.
Auf Platz zwei kam Benjamin Maier, der für Österreich die erste Medaille seit 1995 gewann. Dritter wurde der Bob von Johannes Lochner, der nach Gold 2017 und Silber 2020 seinen Medaillensatz im großen Schlitten vervollständigte. Der beste Schweizer Bob kam mit Junioren-Weltmeister Michael Vogt über Platz 13 nicht hinaus.

## Aktuelle Titelträger
| Olympiasieger | DeutschlandFrancesco Friedrich Candy Bauer Martin Grothkopp Thorsten Margis    | 2018 | Pyeongchang |
| Weltmeister   | DeutschlandFrancesco Friedrich Candy Bauer Martin Grothkopp Alexander Schüller | 2020 | Altenberg   |

## Bestehende Rekorde

Streckenplan vom SachsenEnergie-Eiskanal

| Startrekord | DeutschlandFrancesco Friedrich Candy Bauer Martin Grothkopp Alexander Schüller | 05,01 s | 29. Februar 2020 |
| Bahnrekord  | DeutschlandAndré Lange René Hoppe Kevin Kuske Martin Putze                     | 53,17 s | 24. Februar 2008 |

## Endergebnis
| Rang | Athleten                                                                 | Land                      | Läufe (min) | Läufe (min) | Läufe (min) | Läufe (min) | Gesamtzeit (min) |
| Rang | Athleten                                                                 | Land                      | 1           | 2           | 3           | 4           | Gesamtzeit (min) |
| ---- | ------------------------------------------------------------------------ | ------------------------- | ----------- | ----------- | ----------- | ----------- | ---------------- |
| 01   | Francesco Friedrich Thorsten Margis Candy Bauer Alexander Schüller       | Deutschland               | 0:53,78     | 0:54,26     | 0:53,22     | 0:53,76     | 3:35,02          |
| 02   | Benjamin Maier Dănuț Moldovan Markus Sammer Kristian Huber               | Österreich                | 0:53,86     | 0:54,56     | 0:53,46     | 0:53,93     | 3:35,81          |
| 03   | Johannes Lochner Florian Bauer Christopher Weber Christian Rasp          | Deutschland               | 0:54,22     | 0:54,53     | 0:53,68     | 0:54,10     | 3:36,53          |
| 04   | Oskars Ķibermanis Dāvis Spriņģis Matīss Miknis Krists Lindenblats        | Lettland                  | 0:54,45     | 0:54,41     | 0:53,81     | 0:54,02     | 3:36,69          |
| 05   | Justin Kripps Cam Stones Ryan Sommer Benjamin Coakwell                   | Kanada                    | 0:54,33     | 0:54,56     | 0:53,87     | 0:54,19     | 3:36,95          |
| 06   | Christoph Hafer Kevin Korona Christian Hammers Philipp Wobeto            | Deutschland               | 0:54,42     | 0:54,85     | 0:53,98     | 0:54,46     | 3:37,71          |
| 06   | Rostislaw Gaitjukewitsch Michail Mordassow Ilja Malych Ruslan Samitow    | Bobsportverband Russlands | 0:54,46     | 0:54,95     | 0:54,12     | 0:54,18     | 3:37,71          |
| 08   | Oskars Melbārdis Edgars Nemme Lauris Kaufmanis Intars Dambis             | Lettland                  | 0:54,51     | 0:54,71     | 0:54,05     | 0:54,49     | 3:37,76          |
| 09   | Won Yun-jong Kim Jinsu Lee Gyeongmin Jung Hyunwoo                        | Südkorea                  | 0:54,65     | 0:54,75     | 0:54,12     | 0:54,43     | 3:37,95          |
| 10   | Christopher Spring Mike Evelyn Mark Mlakar Chris Patrician               | Kanada                    | 0:54,78     | 0:54,76     | 0:54,21     | 0:54,37     | 3:38,12          |
| 11   | Alexei Stulnew Alexei Saizew Wassili Kondratenko Roman Koschelew         | Bobsportverband Russlands | 0:54,88     | 0:54,77     | 0:54,31     | 0:54,41     | 3:38,37          |
| 12   | Lamin Deen Ben Simons Joel Fearon Tremayne Gilling                       | Vereinigtes Königreich    | 0:54,89     | 0:54,81     | 0:54,36     | 0:54,41     | 3:38,47          |
| 13   | Michael Vogt Silvio Weber Oliver Gyger a Andreas Haas                    | Schweiz                   | 0:54,62     | 0:54,82     | 0:54,51     | 0:54,54     | 3:38,49          |
| 14   | Maxim Andrianow Kirill Antuch Wladislaw Scharowzew Pawel Trawkin         | Bobsportverband Russlands | 0:54,96     | 0:54,75     | 0:54,52     | 0:54,27     | 3:38,50          |
| 15   | Patrick Baumgartner Eric Fantazzini Costantino Ughi Lorenzo Bilotti      | Italien                   | 0:54,76     | 0:54,80     | 0:54,64     | 0:54,49     | 3:38,69          |
| 16   | Dominik Dvořák Dominik Suchý Jan Šindelář Jáchym Procházka               | Tschechien                | 0:55,11     | 0:55,27     | 0:54,83     | 0:54,78     | 3:39,99          |
| 17   | Ivo de Bruin Joost Dumas Dennis Veenker Janko Franjić                    | Niederlande               | 0:55,19     | 0:55,37     | 0:54,84     | 0:54,63     | 3:40,03          |
| 18   | Suk Young-jin Lee Seon-woo Chae Byung-do Kim Dong-hyun                   | Südkorea                  | 0:54,89     | 0:55,71     | 0:54,75     | 0:54,76     | 3:40,11          |
| 19   | Cedric Follador Nicola Mariani Dominik Hufschmid Maruan Giumma           | Schweiz                   | 0:55,26     | 0:55,48     | 0:54,90     | 0:54,79     | 3:40,43          |
| –    | Markus Treichl Markus Glück Sebastian Mitterer Gregor Glaboniat          | Österreich                | 0:55,07     | 0:54,86     | DNS         | DNS         | –                |
| –    | Romain Heinrich Dorian Hauterville Alan Alais Steven Borges Mendonaca    | Frankreich                | 0:55,18     | DNS         | DNS         | DNS         | –                |
| –    | Mihai Țentea Raul Constantin Dobre Nicolae Ciprian Daroczi Cristian Radu | Rumänien                  | 0:54,80     | 0:55,00     | DNS         | DNS         | –                |
| –    | Simon Friedli Adrian Fässler Dominik Schläpfer Gregory Jones             | Schweiz                   | 0:54,57     | 0:55,88     | DNS         | DNS         | –                |
| –    | Brad Hall Taylor Lawrence Nick Gleeson Luke Dawes                        | Vereinigtes Königreich    | 0:54,65     | 0:55,01     | DNS         | DNS         | –                |